# Musikjahr 1406
Liste der Musikjahre

◄◄ | ◄ | 1402 | 1403 | 1404 | 1405 | Musikjahr 1406 | 1407 | 1408 | 1409 | 1410 | ► | ►►

Weitere Ereignisse
Dieser Artikel behandelt das Musikjahr 1406.

## Ereignisse und Personalia

### Heiliges Römisches Reich

#### Gefürstete Grafschaft Tirol
- 23. August: Oswald von Wolkenstein ist Gründungsmitglied des Elefantenbundes, um seine wohlerworbenen Standesrechte als Adliger zu schützen.[1]

#### Herzogtum Braunschweig-Lüneburg
- Die Johannisschule in Lüneburg wird gegründet. In Folge entwickelt sich hier ein weiteres Zentrum der Kirchenmusik.[2]

#### Königreich Böhmen
- Die Prager Synode gewährt offiziell die Erlaubnis vier alte tschechische Kirchenlieder zu singen.

### Italienische Staaten

#### Herzogtum Mailand
- Der italienische Komponist Matteo da Perugia steht in Diensten des Kardinals Pietro Philargi von Candia, des späteren Gegenpapstes Alexander VI.[3]

#### Republik Venedig
- Johannes Ciconia erhält ein Benefiziat an San Pietro in Valdastico.[4]

### Königreich Frankreich
- Der französische Komponist Johannes Cesaris wird erstmals als Kleriker der Sainte-Chapelle Jean de Berrys (1340–1416) in Bourges genannt. Seine Aufgaben sind die eines Geistlichen, Organisten und des Lehrers der Chorknaben (enfants d’aube), die er im Gesang und Kontrapunkt unterrichtet und für deren materielles Wohlergehen er verantwortlich ist.[5][6]
- Johannes Tapissier unterhält eine Gesangschule in Paris.[7]

## Gestorben
- Kurz vor dem 30. November: Johannes Bosquet, französischer Komponist, Sänger und Kleriker (* 14. Jahrhundert)
- Aimeric de Peyrac, Abt von Moissac (* unbekannt)[8]